# 青梅市立第七中学校
青梅市立第七中学校（おうめしりつだいしちちゅうがっこう）は東京都青梅市成木にある市立中学校。

## 概要
青梅市立第七中学校の学区は青梅市の北4分の1を占めており、埼玉県飯能市・奥多摩町・青梅市沢井・青梅市小曽木に接している。
付近を流れる成木川では蛍が舞い、初夏にはグラウンドにやってくることもある。また、毎年6月中旬に「ホタルの夕べ」が催される。周辺は木々に囲まれており、春夏秋冬の彩を楽しむことが出来る。
近年、学区域の生徒が減少し続けているため、2012年からは青梅市の小規模特別認定校に指定され、青梅市の他学区からの入学が出来るようになった。学年の定員数は20名であるが、実際の入学者数は毎年数名から十数名である。その少人数の特徴を生かして、様々な「特徴ある教育」を行っている。令和3年度の在校生数は39名である。
なお、青梅市内には、第七小学校があるが、本校と関連は無い。

## 沿革
- 1947年4月1日-東京都西多摩郡成木村立中学校の設立が認可　初代校長「木崎喜雄」就任
- 1947年5月5日-開校式挙行。
- 1948年-校歌と校章の制定
- 1949年-学校へ電話開通（成木17番）
- 1955年-校名を「青梅市立第7中学校（おうめしりつだいしちちゅうがっこう）」に変更した。
- 1971年-学校給食開始
- 1975年-新校舎起工
- 1995年-校名の表記を「青梅市立第七中学校」に改めた。
- 1997年-「ホタルの里」完成
- 2012年-小規模特別認定校に指定。[1]

## 経営方針
学校の教育目標
- 「自他を大切にしよう」人間尊重の教育を基本とし、社会の形成者として思いやりと規範意識のある生徒を育成する。
- 「健やかな体と心をつくろう」広い視野と柔軟な発想をもち、心豊かにたくましく、国際社会で生き抜く生徒を育成する。
- 「自ら進んで学ぼう」自ら学び考え行動する、個性と想像力豊かな生徒を育成する。

目指す生徒像（生きる力）
- 徳（豊かな人間性）　　1.偏見や差別をなくし、自然や自他を愛し大切にできる生徒 　　2.規範意識のある生徒
- 体（健やかな心と体）　1.心身ともに健康でたくましい生徒 　　2.体力を育み、体を動かすことをいとわない生徒
- 知（確かなが学力）　　1.主体的に学び、考え、行動する生徒　　2.国際社会で生きていく力を身につけられる生徒

目指す教師像
- 生徒と活動を共にする（師弟同行）
- 生徒と感動を共にする（共感）
- 生徒を深く正しく理解する（信頼関係）

目指す学校像
- 確かな学力の定着と向上に努める学校
- 豊かな心の育成に努める学校
- 安全できれいな学校
- 生徒、家庭、地域から信頼される学校

学校方針の具体的な重点
- 徳(豊かな人間性) 特別の教科　道徳と特別活動の充実 （心情づくり）「互いの人格を尊重し、いじめの根絶を目指し、思いやりと規範意識のある人間の育成」
  1. 感動する心を育てる環境づくりと場の設定(行事等)
  2. 行事や委員会活動の活性化
  3. 生徒会活動の推進
  4. ボランティア活動の推進
  5. 体験学習の活用と充実
  6. 外部人材の活用(ｹﾞｽﾄﾃｨｰﾁｬｰ等)
  7. 「特別の教科 道徳」の充実
  8. 人権尊重教育の推進
  9. 自主・自律の推進
- 体(健やかな心と体) 生活指導の徹底 （健康・体力づくり）「健康や体力に関する意識を高め、健康の保持増進に向けた資質や能力をもった人間の育成」
  1. 健康的な生活リズムの確立と健康増進に向け、自己管理のできる生徒の育成
  2. 家庭、地域の教育力の活用
  3. SC、諸機関との連携による教育相談活動の充実
  4. 特別に支援の必要な生徒の把握と校内委員会(教育相談)の充実。
  5. 食育の充実
- 知（確かな学力） 学習指導の創造工夫 (授業の充実が総ての基本) （学力づくり）「基礎的・基本的な学力の向上と発展的な学習を図り、個性と創造力豊かな人間の育成」 
  1. 基礎学力の定着に向け、学力向上推進プランの推進。
  2. 適切な家庭学習の定着に向け課題の提示､点検と保護者との連携。
  3. ICTを活用した教育の推進
  4. ステップアップ事業や補習体制の充実等、個に応じた指導の推進。
  5. 少人数指導の工夫改善
  6. キャリア教育(進路指導)の充実
  7. 学校図書館の充実と活用
- 徳・体・知
  1. 青梅市研究指定校として、教育課題克服のための研修の実践。
  2. 新学習指導要領の適切な運用と「指導と評価の一体化」「新観点による評価」「主体的、対話的で深い学び」の実現に向けた研修の推進。
  3. 小規模特別認定校制度の定着と情報発信。
  4. 小・中学校一貫教育の推進(成木小との連携、小学校の学習進度の理解)。
  5. 学校評価システムにそった学校評価(自己評価・生徒評価・保護者評価・学校関係者評価)の実践と活用。
  6. 「学びと心の育成事業」の推進、地域との協働学習の実施。
  7. PDCAサイクルによる授業改善の実施。
  8. オリンピック・パラリンピック教育の推進。
- 社会の変化に対応した教育
  1. 「新しい生活様式」への柔軟な対応。
  2. 特別支援教育・環境教育・情報教育・国際理解教育・食育の充実
  3. 家庭教育、PTAへの支援

## 基本方針
一人一人の生徒が、自ら希望や願いを実現し、其の足跡を後輩に 受け継げるように、第七中学校の生徒として誇り高き生徒になる
- 人権教育の推進
  1. 相手を思いやり、共生していく心の育成
    - 言語環境を整える。（言葉の持つすばらしさを理解し、実践させる）

  2. 権利と義務、自由と責任についての認識を深め、協調と責任ある行動をとらせる
    - 自分が何をしてあげられるかを考えさせる。

- 心の教育の推進
  1. いのちを大切にする心の育成
    - 自分のいのち、人のいのち、全てのいのちを大切にする。
    - 体験を通して、実感させる。（多くの機会を設定する）

- 確かな学力の定着　～基礎的・基本的な学習の定着・発展的な学習の充実～
  1. 新学習指導要領による授業の適切な実施
  2. 少人数指導による個に応じた指導の充実や繰り返しの指導の徹底
    - 生徒一人一人の個性や興味・関心に応じた学習の工夫と改善を図る。

  3. 学力向上推進プランに基づく授業改善と研究授業を通した指導法の工夫・改善
    - PDCAサイクルによる授業改善の実施。
    - わかる授業の実施。
    - 習熟度別教材の工夫。

  4. ICTを活用した教育の推進
    - 授業におけるICTの計画的活用。
    - オンライン教育に向けた研究と理解

  5. 「総合的な学習の時間」の充実
    - 地域人材の活用
    - 合同学習の実施
    - 学習過程（課題設定→探求→対話による学び→再構築・まとめ→発表）の理解。
    - 図書館、コンピュータ、インターネットの活用。

  6. 指導と評価の一体化
    - 教師の指導技術や評価技術の向上。
    - 生徒の学習意欲を向上させる授業や評価の工夫（評価規準の作成や様々な評価方法を取り入れた授業実践等）。

  7. 学習相談週間の実施
  8. 家庭学習の推進
  9. 授業規律の確立
  10. 教育活動支援員の活用
  11. 学力ステップアップの推進
  12. サタデースクール、スタディアシストへの参加
- 道徳教育の推進　～「特別の教科 道徳」～
  1. 「特別の教科 道徳」の授業の充実と適切な評価
  2. 道徳授業地区公開講座の充実（講演）
- 健康・体力向上の推進
  1. 体力テスト等の分析を基にした体育授業の充実
  2. 学校行事や学年行事等での取り組み（体育大会の充実）
- 小・中一貫教育の一層の連携　～小・中連携の実践を図る～
  1. 小・中一貫教育の継続した取り組み
  2. 小・中一貫教育推進委員会を中心とした具体的な取り組み。
    - 生徒会、児童会を中心とした児童、生徒の交流。
    - 教師同士の連携（合同研修会の実施）。
    - 授業参観、訪問授業等の実施。
- 校内委員会、教育相談活動の推進
  1. 教育相談部会の充実
  2. 校内委員会の有効活用
  3. 関係機関との連携
- キャリア教育の推進
  1. 望ましい勤労観・職業観・進路選択能力の育成
  2. 3年間を通した指導の充実（職業調べ・職場体験学習・上級学校訪問等）
  3. 進路指導の充実
- 特色ある教育活動の推進
  1. 少人数、個別指導の充実
  2. 学習発表会を通した表現力の向上
  3. 地域を生かした環境教育（森と木、蛍の里、ホタルの夕べ等）の実施
  4. 小・中合同マラソン大会等、地域と協力した行事の推進
  5. 地域ボランティア等への積極的参加
- 開かれた学校づくりの推進
  1. 学校の教育活動の公開
    - 授業公開を積極的に進める。

  2. 保護者や地域の人々との交流
    - 学校運営連絡協議会の充実（教職員との交流）。
    - 学校関係者評価の活用。
    - 地域の施設等との交流。
- 地域に根ざした教育の推進（交流等）
  1. 地域の自然や歴史、文化の教材化と地域人材活用（獅子舞、お囃子等）
    - 地域の自然や文化を生かした体験学習の実施を積極的に進める。

  2. 地域ボランティア活動への参加(成木地区運動会、盆踊り大会、施設訪問等)
  3. 地域の教育力の積極的な活用
    - ゲストティーチャーの活用。
    - 教育活動支援員の活用。

  4. 小学校や関係施設・機関との連携
    - 小・中連携の充実。
    - 関係機関との連携に向けた連絡調整。
- 安全・安心な学校づくりの推進
  1. 避難訓練、安全指導、薬物乱用防止教育、セーフティ教室の充実（体験学習の実施）
  2. 基本的な生活習慣の確立
  3. 毎日の学校設備の安全点検
  4. 家庭・小学校・地域・関係諸機関との連携
- 生徒の生活体験・社会体験の充実
  1. 生徒の家庭での過ごし方や地域における活動への参加を支援。
  2. 教師の専門性を生かし、家庭や地域への活動支援。
    - 家庭学習
    - 情報提供
    - 地域活動への積極的な参加
- 校内研修の充実
  1. 青梅市中学校研究指定校（2年目）として、現在の教育課題の克服に向けた取り組みの実施。
  2. 新学習指導要領の理解（主体的、対話的で深い学びの実現に向けた授業改善）
  3. 適切で信頼される評価（指導と評価の一体化、新観点による評価）の実施
  4. OJT、OFF-JTの推進

- 「学びと心の育成事業」の充実
  1. 学力向上 …… 放課後学習教室、漢検、英検の実施、地域講師の活用
  2. 環境整備 …… 校内整備、花いっぱい運動
  3. 体力向上、スポーツ推進 …… 部活動の充実
  4. 地域との協働学習 …… 青梅学の推進と成木地区の理解
- オリンピック・パラリンピック教育の推進
  1. すべての教育活動において、４つのテーマ（「オリンピック・パラリンピックの精神」「スポーツ」「文化」「環境」）と４つのアクション（「学ぶ（知る）」「観る」「する（体験・交流）」「支える」）を組み合わせた取り組みの展開
  2. ５つの資質（「ボランティアマインド」「障害者理解」「スポーツ志向」「日本人としての自覚と誇り」「豊かな国際感覚」）の育成。

## 自然
ホタルの里　
「ホタルを校庭で見たい」という子ども達の声が学校・保護者・地域の方々を動かしてビオトープを作る活動が始まった。ホタルの餌となるカワニナの飼育からはじまり、地域のホタル研究家の助言を得て水槽でカワニナを育て始めた。また、同時に校庭にビオトープを作るための井戸を掘る取り組みが進められた。しかし、井戸を水源とする手法では実現性が低く、難しかったため、次案として近くの山の沢から水を引くことが提案された。実際にはこの案も、水口となる水槽を沢に設置したり、約３００メートルにわたる距離にパイプを埋設して水を引かなくてはならず、相当の苦労があったが、保護者、ＰＴＡのＯＢ、地域の方々、そして、子ども達の力を結集して水源の工事、水路（小川）の工事が行われた。そしてついに平成７年にビオトープ「ホタルの里」が完成し、カワニナと共にホタルの卵が放流された。平成８年６月に初めて七中生まれのホタルが飛び、長年の苦労が実って「校庭でホタルを見る」という念願が果たされた。創立50周年を迎えた1997年に第一回「ホタルを見る夕べ」が開催され、現在でも毎年6月下旬に催されており、成木川に生まれるホタルと七中で生まれたホタルが、光の美しさを競っている。
四季折々の自然
- 春　正門前や成木川に沿って植えられた桜（ソメイヨシノ）、周辺の山に植えられた山桜を楽しむことが出来る。
- 夏　広葉樹の新緑や、向日葵、体育館横に作られる緑のカーテンなどを楽しめる。
- 秋　周りの山々のカラフルな赤や黄を楽しめる。
- 冬　雪が積もると、山一面が雪化粧した姿を楽しむことが出来る。

## 校区
- 成木一丁目、成木二丁目、成木三丁目、成木四丁目、成木五丁目、成木六丁目、成木七丁目、成木八丁目[2]
- これは、青梅市立成木小学校の学区と同じである[2]。